# ویتنی (نبراسکا)
ویتنی(به انگلیسی: Whitney) شهری در ایالت نبراسکا کشور ایالات متحده آمریکا است که جمعیت آن در سرشماری سال ۲۰۱۰ میلادی، ۷۷ نفر بوده‌است.